# Bashir Abdi
Bashir Abdi (El Afweyn, 10 febbraio 1989) è un mezzofondista e maratoneta belga.

## Biografia
Nel 2019 ha migliorato per due volte il record nazionale belga in maratona, prima alla Maratona di Londra ad aprile e poi alla Maratona di Chicago ad ottobre.

## Palmarès
| Anno | Manifestazione  | Sede           | Evento        | Risultato | Prestazione | Note                                     |
| ---- | --------------- | -------------- | ------------- | --------- | ----------- | ---------------------------------------- |
| 2013 | Mondiali        | Mosca          | 10000 m piani | 23º       | 28'41"69    |                                          |
| 2014 | Europei         | Zurigo         | 5000 m piani  | 16º       | 14'24"73    |                                          |
| 2014 | Europei         | Zurigo         | 10000 m piani | 5º        | 28'13"61    |                                          |
| 2015 | Mondiali        | Pechino        | 10000 m piani | dnf       | dnf         |                                          |
| 2016 | Giochi olimpici | Rio de Janeiro | 5000 m piani  | Batteria  | 13'42"83    |                                          |
| 2016 | Giochi olimpici | Rio de Janeiro | 10000 m piani | 20º       | 28'01"49    |                                          |
| 2017 | Mondiali        | Londra         | 5000 m piani  | Batteria  | 13'30"71    |                                          |
| 2018 | Europei         | Berlino        | 10000 m piani | Argento   | 28'11"76    |                                          |
| 2021 | Giochi olimpici | Tokyo          | Maratona      | Bronzo    | 2h10'00"    | Miglior prestazione personale stagionale |
| 2022 | Mondiali        | Eugene         | Maratona      | Bronzo    | 2h06'48"    |                                          |
| 2024 | Giochi olimpici | Parigi         | Maratona      | Argento   | 2h06'47"    | Miglior prestazione personale stagionale |

## Campionati nazionali
2010
- 7º ai campionati belgi, 5000 m piani - 14'14"73

2023
- Oro ai campionati belgi di mezza maratona - 59'51"

## Altre competizioni internazionali
2013
- 14º al Golden Gala ( Roma), 5000 m piani - 13'53"28

2018
- 7º alla Maratona di Rotterdam ( Rotterdam) - 2h10'46"
- 5º alla Zevenheuvelenloop ( Nimega), 15 km - 43'40"

2019
- 6º alla Maratona di Chicago ( Chicago) - 2h06'14"
- 7º alla Maratona di Londra ( Londra) - 2h07'03"
- Oro alla Montferland Run ( 's-Heerenberg), 15 km - 42'29"
- Oro alla San Silvestre Vallecana ( Madrid) - 27'47"

2020
- Argento alla Maratona di Tokyo ( Tokyo) - 2h04'49"

2021
- Argento in Coppa Europa dei 10000 metri ( Birmingham), 10000 m piani - 27'24"41
- Oro alla Maratona di Rotterdam ( Rotterdam) - 2h03'36"

2022
- Bronzo alla Maratona di Londra ( Londra) - 2h05'19"
- 4º alla Maratona di Rotterdam ( Rotterdam) - 2h05'23"

2023
- Bronzo alla Maratona di Chicago ( Chicago) - 2h04'32"
- Oro alla Maratona di Rotterdam ( Rotterdam) - 2h03'47"

2024
- 9º alla Maratona di New York ( New York) - 2h10'39"

## Riconoscimenti
- Gouden Spike (2019)